# William Wallace

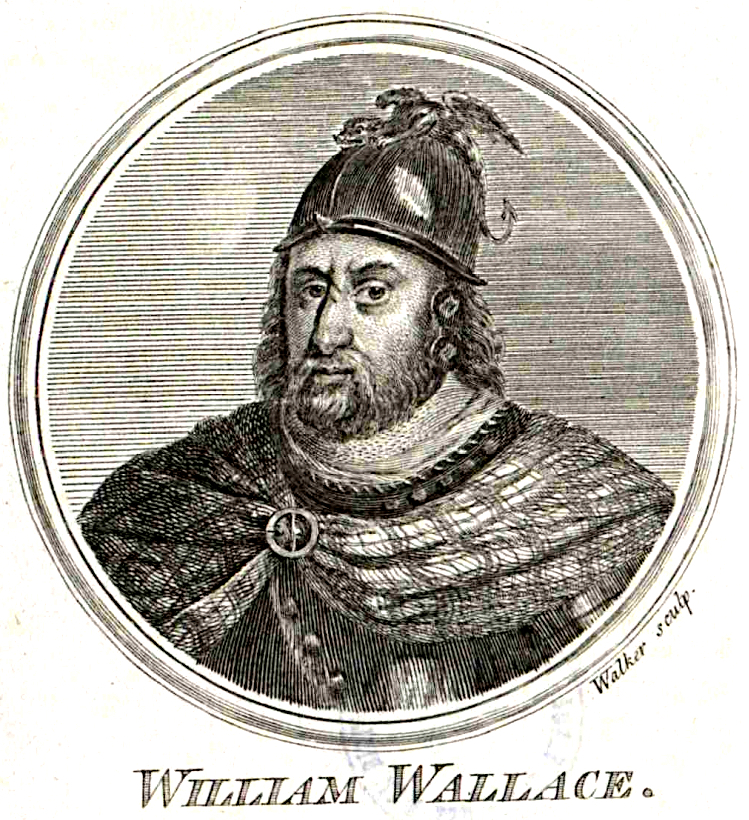
William Wallace

Sir William Wallace (în gaelica medievală: Uilliam Uallas; în gaelică scoțiană Uilleam Uallas; 1272 sau 1273 – 23 august 1305) a fost un cavaler și nobil scoțian devenit unul din principalii lideri în timpul Războaielor Scoțiene de Independență.
Împreună cu Andrew Moray, Wallace a învins o armată engleză în bătălia de la Stirling Bridge în 1297, și a devenit Guardian of Scotland, titlu deținut până la înfrângerea în bătălia de la Falkirk. În 1305, Wallace a căzut prizonier la Robroyston lângă Glasgow și a fost predat regelui Edward I al Angliei, care l-a condamnat la moarte pentru înaltă trădare. 
De la moartea sa, Wallace a obținut o imagine de simbol în țara sa și peste hotare. El este protagonistul poemului eroic din secolul al XV-lea The Acts and Deeds of Sir William Wallace, Knight of Elderslie, de Blind Harry. Poemul este aproape în întregime fictiv, și îl descrie pe Wallace ca fiind deghizat în călugăr, femeie bătrână și olar în timp ce era fugar; și chiar călătorind în Franța pentru a obține susținere pentru cauza scoțiană, unde a învins în luptă doi campioni francezi și un leu.
Wallace este și subiectul operelor literare ale lui Sir Walter Scott și Jane Porter. Cea mai cunoscută astfel de prezentare a lui Wallace este cea din filmul Braveheart laureat al Premiului Academiei Americane de Film, în regia lui Mel Gibson și cu un scenariu scris de Randall Wallace.

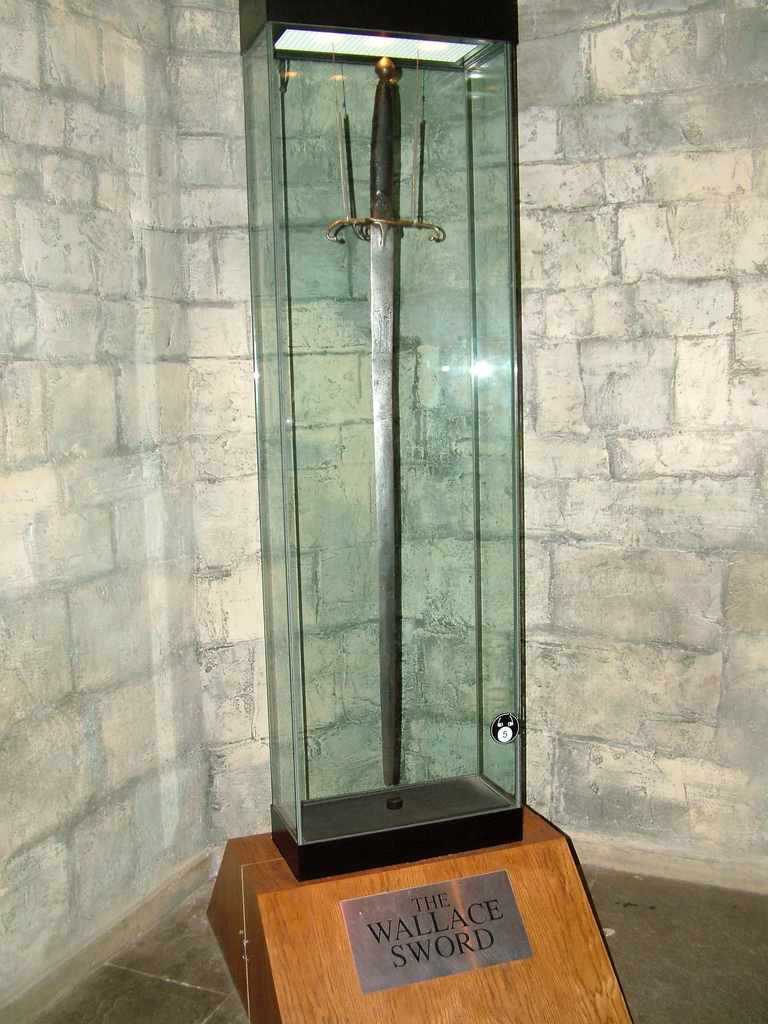
Sabia lui William Wallace